# Bernardino Fasolo

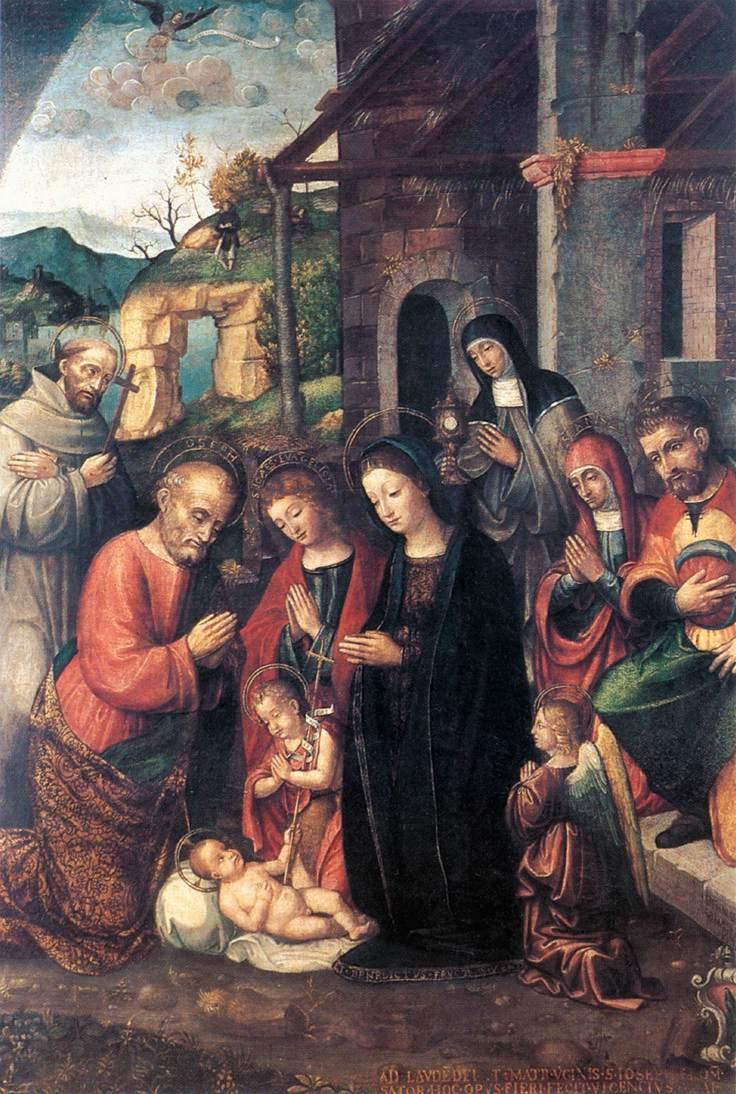
Geburt Jesu, Musei civici di Pavia, 1526

Bernardino Fasolo, auch Fazolo bzw. de’ Fasoli oder Fasoli (* 1489 in Pavia; † 16. Jahrhundert in Genua) war ein italienischer Maler.

## Leben
Bernardino Fasolo wurde 1489 als ältester Sohn des Malers Lorenzo Fasolo in Pavia geboren. Seine künstlerische Ausbildung erhielt er von seinem Vater. Im Jahr 1511 übernahm er die Werkstatt von Luca Baudo nach dessen Tod unter Bedingung, zusammen mit Lucas Witwe Bianchinetta die Werke ihres Mannes fertigzustellen.
Zwei Jahre später war Fasolo Konsul seiner Zunft. Nach dem Tod seines Vaters im Jahr 1518 vollendete er dessen Arbeit am Altarbild für Santuario del Monte. 
Seine künstlerische Tätigkeit ist bis zum Jahr 1526 nachweisbar, in welchem er an der Dekoration einer Kapelle in San Siro tätig war. Infolge einer Auseinandersetzung mit seinen Auftraggebern bürgten sein Bruder Raffaele Fasolo und sein Schwager Antonio Semino für ihn. Noch im selben Jahr wurde er mit der dekorativen Gestaltung des Palazzo Grimaldi betraut, welche in Zusammenarbeit mit Battista Grasso erfolgen sollte.
Während seiner Schaffenszeit war er in Genua aktiv.

## Werke (Auswahl)
Viele seiner Werke sind mittlerweile zerstört und lassen sich lediglich aufgrund von Urkunden von Alizeri belegen. Zu seinen Werken zählen:
- Madonna, Louvre, 1518
- Heilige Familie, Bode-Museum
- Altarbild mit den Heiligen Sebastian, Pantaleon und Rochus im Santuario del Monte bei Genua, 1518
- Massimo mit Benedikt und Pantaleon im San Massimo bei Rapallo, 1520, mittlerweile übermalt
- Heiliger Blasius in San Biagio in Finale Ligure, 1520, im 18. Jahrhundert als Ovalbild restauriert
- Geburt Christi, Accademia Ligustica di Belle Arti
- Geburt Christi, 1526, Musei civici di Pavia

Zu Beginn seiner künstlerischen Karriere orientierte sich Fasolo am Stil seines Vaters und entwickelte erst recht spät einen Stil, der dem von Bramantino und Borgognone ähnelt.